# Premyer Liqası 2014-2015
La Premyer Liqasi 2014-2015 (chiamata anche Unibank Premyer Liqasi per motivi di sponsorizzazione) è stata la 23ª edizione della massima serie del campionato di calcio azero. La stagione è iniziata il 9 agosto 2014 e si è conclusa il 28 maggio 2015.
Il Qarabağ ha vinto il campionato per il secondo anno di seguito per la terza volta nella sua storia.

## Stagione

### Novità
Dalla Premyer Liqası 2013-2014 è stato retrocesso in Birinci Dasta 2015 il Rəvan Baku, classificatosi all'ultimo posto. In sua sostituzione è stato promosso l'Araz, campione della Birinci Dasta 2014.

### Formula
Il campionato è composto di 10 squadre e prevede la disputa di un doppio girone di andata e ritorno, per un totale di 36 giornate.

La squadra campione di Azerbaigian è ammessa al secondo turno di qualificazione della UEFA Champions League 2015-2016.

La seconda e la terza classificata sono ammesse al primo turno di qualificazione della UEFA Europa League 2015-2016.

L'ultima classificata retrocede direttamente in Birinci Dasta.

## Squadre partecipanti
| Club           | Città                | Stadio                          | Stagione 2013-2014        |
| -------------- | -------------------- | ------------------------------- | ------------------------- |
| Araz           | Naxçıvan             | Nakhchivan City Stadium         | 1º posto in Birinci Dasta |
| AZAL           | Baku                 | AZAL Arena                      | 8º posto                  |
| FK Baku        | Baku                 | Stadio Tofiq Bəhramov           | 5º posto                  |
| İnter Baku     | Baku                 | Şəfa Stadionu                   | 2º posto                  |
| Neftçi Baku    | Baku                 | Bakcell Arena                   | 4º posto                  |
| Qəbələ         | Qəbələ               | Şəhər Stadionu                  | 3º posto                  |
| Qarabağ        | Ağdam (gioca a Baku) | Tofiq Bahramov Stadium          | Campione di Azerbaigian   |
| Simurq         | Zaqatala             | Zaqatala City Stadium           | 7º posto                  |
| Sumqayıt       | Sumqayıt             | Mehdi Hüseynzadə Stadionu       | 9º posto                  |
| Xəzər-Lənkəran | Lankaran             | Xəzər Lənkəran Mərkəzi Stadionu | 6º posto                  |

## Classifica finale
|                        | Pos. | Squadra        | Pt | G  | V  | N  | P  | GF | GS | DR  |
| ---------------------- | ---- | -------------- | -- | -- | -- | -- | -- | -- | -- | --- |
| Azerbaigian (bandiera) | 1.   | Qarabağ        | 68 | 32 | 20 | 8  | 4  | 51 | 28 | +23 |
|                        | 2.   | İnter Baku     | 63 | 32 | 17 | 12 | 3  | 55 | 20 | +35 |
|                        | 3.   | Qəbələ         | 54 | 32 | 15 | 9  | 8  | 46 | 35 | +11 |
|                        | 4.   | Neftçi Baku    | 49 | 32 | 13 | 10 | 9  | 38 | 33 | +5  |
|                        | 5.   | AZAL           | 39 | 32 | 10 | 9  | 13 | 37 | 42 | -5  |
|                        | 6.   | Simurq         | 39 | 32 | 11 | 6  | 15 | 41 | 39 | +2  |
|                        | 7.   | Xəzər-Lənkəran | 32 | 32 | 8  | 8  | 16 | 35 | 46 | -11 |
|                        | 8.   | Sumqayıt       | 31 | 32 | 7  | 10 | 15 | 32 | 43 | -11 |
|                        | 9.   | Baku           | 17 | 32 | 3  | 8  | 21 | 19 | 68 | -49 |
|                        | 10.  | Araz           | -  | -  | -  | -  | -  | -  | -  | -   |

Legenda:

      Campione d'Azerbaigian e ammessa ai preliminari della UEFA Champions League 2015-2016

      Ammesse alla UEFA Europa League 2015-2016

      Retrocessa in Birinci Dasta 2015-2016

      Ritirata dal campionato
Tre punti a vittoria, uno a pareggio, zero a sconfitta.
La classifica viene stilata secondo i seguenti criteri:
- Punti conquistati
- Punti conquistati negli scontri diretti
- Differenza reti negli scontri diretti
- Reti realizzate negli scontri diretti
- Reti realizzate in trasferta negli scontri diretti (solo tra due squadre)
- Differenza reti generale
- Reti totali realizzate

### Verdetti
- Qarabağ campione dell'Azerbaigian e ammesso al secondo turno di qualificazione della UEFA Champions League 2015-2016.
- İnter Baku, Qəbələ e Neftçi Baku ammessi al primo turno di qualificazione della UEFA Europa League 2015-2016.
- Baku retrocesso in Birinci Dasta 2015-2016.
- Araz ritirato dal campionato.
- Simurq non iscritto al campionato successivo.

## Risultati
|                | AZA     | Bak     | İBa     | Xəz     | Sim     | Nef     | Qar     | Qəb     | Sum     |
| -------------- | ------- | ------- | ------- | ------- | ------- | ------- | ------- | ------- | ------- |
| AZAL Baku      | ––––    | 0-1 2-0 | 1-1     | 1-1 3-1 | 2-2 5-0 | 2-1 0-1 | 0-3 0-1 | 3-3 0-4 | 3-2 1-1 |
| Baku           | 1-3 0-2 | ––––    | 0-1 1-2 | 0-0 2-1 | 1-0 0-3 | 1-3 0-0 | 2-4 1-1 | 0-2     | 1-2 0-0 |
| İnter Baku     | 1-0 2-0 | 7-0 4-0 | ––––    | 3-1 2-0 | 0-0 2-1 | 2-1 4-0 | 0-0 2-1 | 4-0 1-2 | 5-1 0-0 |
| Xəzər-Lənkəran | 1-1 1-0 | 4-0 2-1 | 1-0 1-2 | ––––    | 2-1 0-0 | 2-2     | 2-3 1-1 | 3-0 0-1 | 0-1 3-2 |
| Simurq         | 2-0 1-0 | 5-2 4-0 | 1-1 2-3 | 2-0     | ––––    | 1-0 0-1 | 2-3 0-2 | 1-2 2-0 | 3-2 1-1 |
| Neftchi Baku   | 4-0 1-1 | 1-0 2-0 | 0-0 0-2 | 1-0 2-0 | 2-1 0-0 | ––––    | 1-3 0-1 | 0-0 1-3 | 3-2 2-2 |
| Qarabağ        | 2-1     | 2-2 4-1 | 0-0     | 3-2 1-0 | 1-0     | 0-0 3-2 | ––––    | 2-0 0-1 | 2-0 1-0 |
| Qəbələ         | 1-2 0-1 | 1-1 3-0 | 1-1     | 1-1 3-1 | 2-3 1-0 | 0-0 1-3 | 2-1 1-1 | ––––    | 3-1 2-0 |
| Sumqayıt       | 0-1 0-0 | 1-1 0-0 | 0-0 3-1 | 1-2 2-0 | 2-1 1-0 | 0-1     | 3-0 1-2 | 1-1 0-2 | ––––    |

## Statistiche

### Classifica marcatori
| Gol |  |  | Giocatore            | Squadra     |
| --- |  |  | -------------------- | ----------- |
| 15  |  |  | Nurlan Novruzov      | Baku        |
| 14  |  |  | Dragan Ćeran         | Simurq      |
| 14  |  |  | Reynaldo             | Qarabağ     |
| 13  |  |  | Freddy Mombongo-Dues | AZAL        |
| 13  |  |  | Məhəmməd Qurbanov    | Sumqayıt    |
| 12  |  |  | Cavid Hüseynov       | Qəbələ      |
| 11  |  |  | Rəşad Eyyubov        | Baku        |
| 11  |  |  | Nicolás Canales      | Neftçi Baku |